# Шепарівці
Шепарівці́ — село в Україні, у Коломийській міській громаді Коломийського району Івано-Франківської області. У селі проживає 1373 особи.

## Географія
Шепарівці розміщені на лівому березі повноводної річки Прут, яка обтікає село з південно-західної до південно-східної частини протягом п'яти кілометрів. Знаходиться на заході Коломийського району на трасі до Івано-Франківська та Яремчі. До районного центру 6 км. Село колись називалось Шопарівці, а пізніше Шепарівці. Загальна площа села з прилеглими до нього землями становить близько 1000 гектарів. Шепарівці знаходяться на рівнинній місцевості, через село пролягає асфальтована дорога, яка сполучає Коломию з обласним центром, а також Надвірною, Яремчем і Закарпаттям.

## Історія
Перша згадка про село Шепарівці в документах датується 1389 р. Про давність заселення території села свідчать археологічні пам'ятки — могили на терасі Прута, на орних землях біля річки Коломийки, а також на території Шепарівського лісу.
Згадується  4 травня  1472 року в книгах галицького суду .
Дуже цікавим є опис границь, складений у 1788 р. для перепису земель Галичини, проведеного з наказу австрійського імператора Йосифа ІІ. В описі сказано, що землі села граничать від сходу з містом Коломиєю і селом Дятьківці, від півдня з Княждвором, від заходу з Раківчиком, від півночі з Слобідкою.
У післявоєнний час межі села були дещо змінені. До Шепаровець прилучено всю лівобережну частину Княждвора. У наш час село Шепарівці межує на півночі із селом Раківчиком, на заході — з Товмачиком, на півдні, по річці Прут, з Княждвором, на сході — з Коломиєю, (Дятьківці приєднанні[коли?] до Коломиї).
На півдні села протікає річка Прут. Річка Млинівка протікає в прокопаному з Пруту руслі ще з XVIII ст., а можливо і давніше. Вона відігравала значну роль у житті села. На ній були збудовані чотири великі млини. Один з них мав велике значення для життя не тільки села, а й всього повіту, тому до нього спеціально з Коломиї у 1880 році було
прокладено залізничну колію (тепер нема ні колії, ні млина). Після повені 1969 р. Млинівка пропала, а мости і під'їзні дороги були зруйновані.
На півночі села по околиці Пугарі протікає річка Коломийка. Потік Мочихвіст протікав через село і впадав у Млинівку. Під час повеней він розливався і завдавав шкоди господарству села.
Після найбільшої повені змінилося русло потоку. Мочихвіст зараз протікає на заході села і впадає в річку Прут.
На території села є території, які зберегли давні назви — луки Царина та Зарінки, зарослі Урвиколесо та Діброва.
Урочище «Шепарівський ліс» Шепарівського лісництва — теж пам'ятка природи. Тут на площі 21 га збереглися рештки дібров Прикарпаття природного походження віком понад 200 років.
У Шепарівському лісництві є резервація сірих чапель. Ці гарні великі птахи мають свою колонію в лісі здавна. Розмножуються вони на півночі села в гніздах на старих дубах. Гніздуються поблизу води — струмків, річок, боліт, ставків.

## Населення

### Мова
Розподіл населення за рідною мовою за даними перепису 2001 року:
| Мова            | Кількість | Відсоток |
| --------------- | --------- | -------- |
| українська      | 1518      | 98.83%   |
| російська       | 13        | 0.85%    |
| білоруська      | 3         | 0.20%    |
| угорська        | 1         | 0.06%    |
| інші/не вказали | 1         | 0.06%    |
| Усього          | 1536      | 100%     |

## Символіка

### Герб
Гербом села Шепарівці є зелений заокруглений щит із жовтою вигнутою основою, в середині якої розміщений білий круг – символ безконечності, з вінком із дубового листя (зеленого кольору) та жолудів (жовтого кольору). У центрі круга, на зеленому фоні, розташоване сонце.
Щит увінчаний сільською геральдичною короною із золотими колосками, що вказує на статус.
В основу герба покладено вінок із дубового листя з жолудями, що символізує наявність біля населеного пункту великої території дубового лісу. Тому й назва лісництва на території Коломийського району – Шепарівське.
Сяюче сонце золотого кольору із прямими променями - символізує життя, тепло, могутність, багатство.
Кольори герба мають своє значення. Зелений колір – символ надії, достатку, свободи і радості. Золотий, жовтий – тепла, добробуту і багатства, чистоти.

### Прапор
Квадратне або прямокутне (розміром 1:2) двоколірне полотнище зверху - жовтого, а знизу – зеленого кольору, у центрі якого розміщений білий круг – символ безконечності, з вінком із дубового листя ( зеленого кольору) та жолудів (жовтого кольору). У центрі круга, на зеленому фоні, розташоване сонце.
Зелений колір – символ надії, достатку, свободи і радості. Золотий, жовтий– тепла, добробуту і багатства, чистоти.

## Пам’ятки
В селі в 1951 р. встановлено пам’ятник Тарасові Шевченку за проектом архітектора Івана Боднарука.

## Відомі особи

### Народились
- Слободян Михайло Петрович[5] (19 жовтня 1920 — 4 листопада 1991) — український біолог, постраждав в часи утисків української інтелігенції тоталітарним режимом СРСР
- Слободян Петро Петрович — український радянський футболіст та український тренер.
- Терпелюк Петро Іванович — народний артист України.

## Світлини

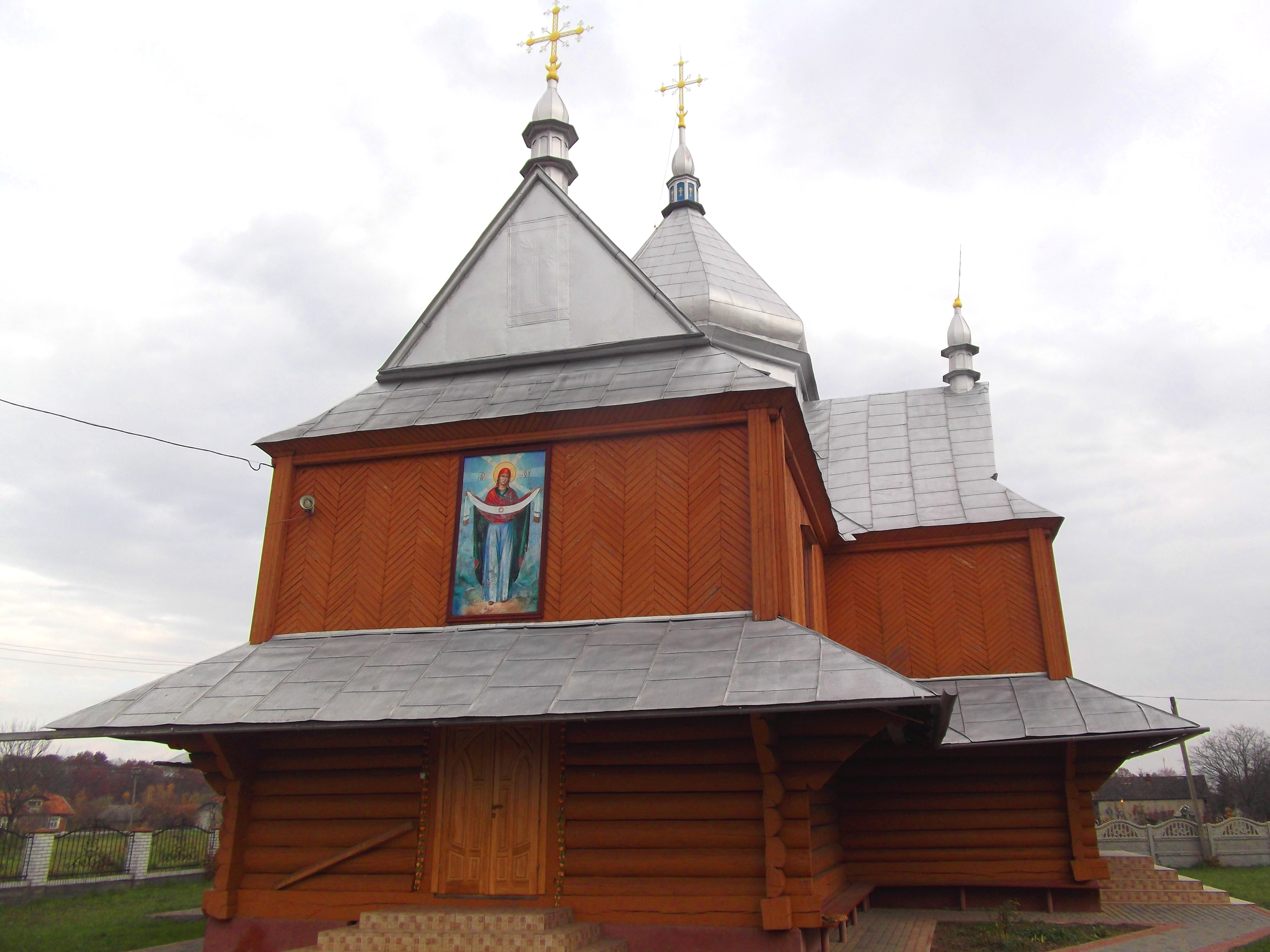
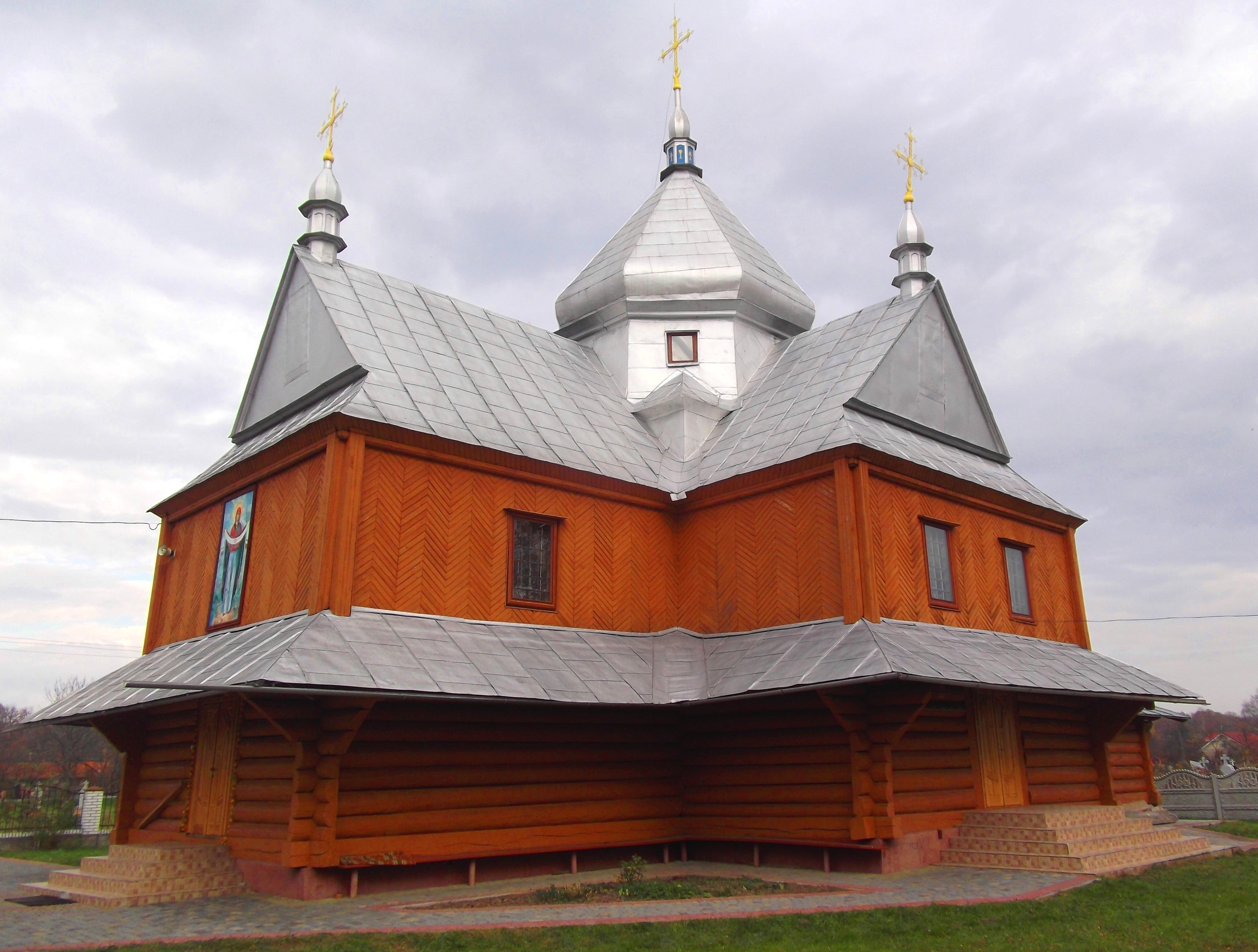
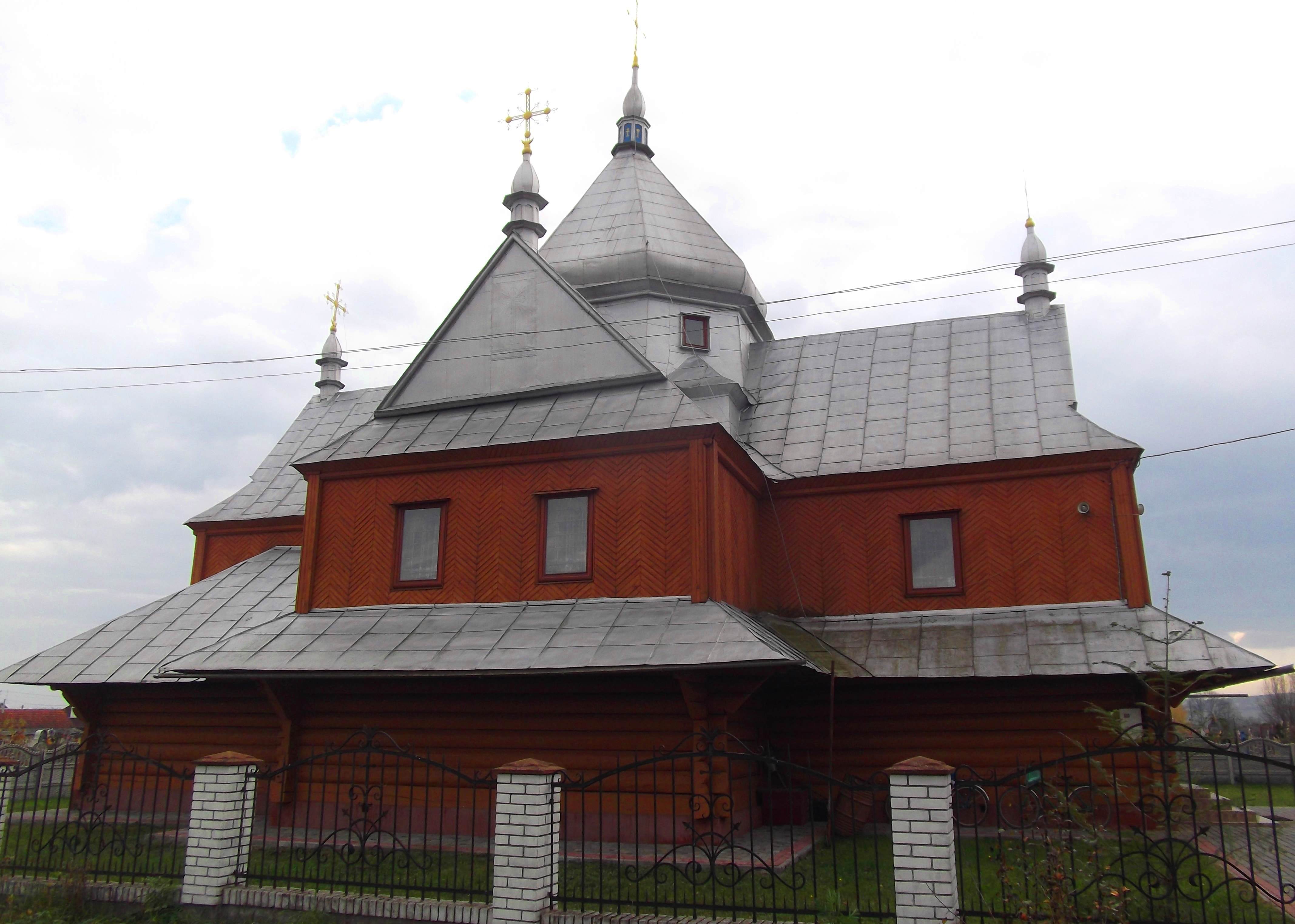
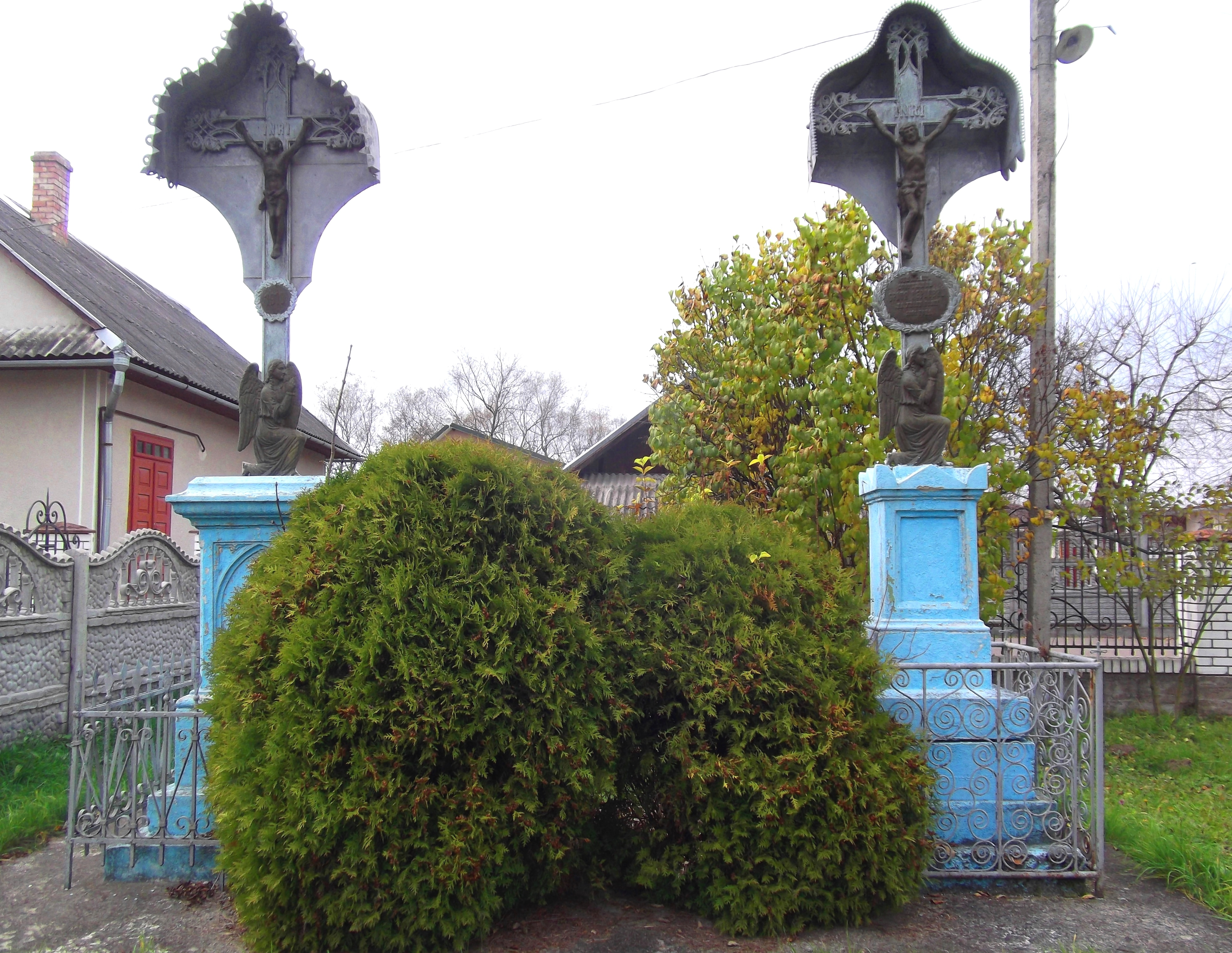
Пам’ятник Кобзареві біля Троїцької церкви (1953)
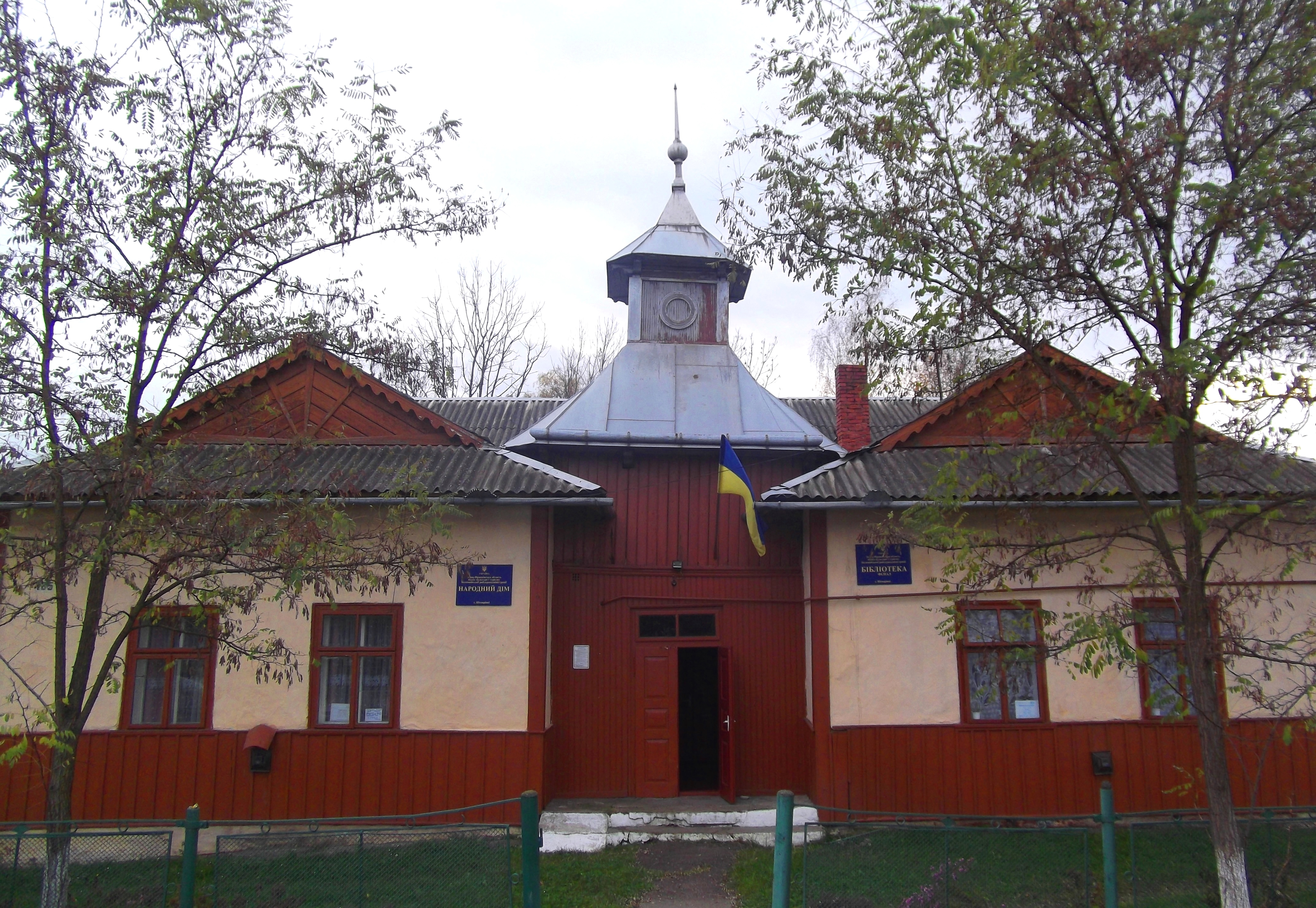